# بروغرامرز نوتباد (محرر نصوص)
بروغرامرز نوتباد هو محرر نصوص ينتمي لعائلة البرمجيات المفتوحة المصدر ويستهدف المستخدمين اللذين يعملون على تحرير نصوص الشيفرات المصدرية لبرامج الحاسوب، تم إطلاقه للمرة الأولى في عام 1998 من شركة إيكو سوفتوير (و هي علامة تجارية لسيمون ستيل) وتعتبر هذه النسخة الأولى من المحرر وكانت ترمز بالرمز (PN1)، وأما بالنسبة للنسخة الثانية (PN2) فقد تم إطلاقها في العام 2002 وهي حاليا مبنية على مكتبة سينتيلّا البرمجية، وعلى الرغم من كونها مبنية على مكتبة سينتيلّا البرمجية فهي تدعم التعابير النمطية في السطور المتعددة لعمليات البحث (و عمليات البحث والاستبدال).
تدعم كلا النسختين عملية تمييز أو تعليم الصيغة للعديد من لغات البرمجة من خلال إضافات تعرف باسم «مخططات (schemes)» والتي بالإمكان تعديلها لإضافة دعم تمييز الصيغة للمزيد من لغات البرمجة، وتدعم النسخة الأولى تمييز الصيغة للغات التالية: سي++، صفحات الطرز المتراصة، لغة رقم النص الفائق، ملفات آي أن آي، جافا، جافا سكريبت، أوتوليسب، باسكال، بيرل، أس كيو أل، فيجيوال بيسيك، ولغة الرقم القابلة للامتداد.
و من المزايا والخصائص الأخرى للنسختين ما يعرف ب «سكيم تولز» و «تيكست كليبس» حيث تتيح الخاصية الأولى للمستخدمين المجال لقدر كبير من التخصيص في عملية استدعاء البرامج الخارجية (مثل استدعاء المصرفات) بناءً على «المخطط» -الآنف ذكره- الذي ينتمي له الملف الذي يتم تحريره. اما بالنسبة للخاصية الثانية فهي عبارة عن قوالب أو قيم للشيفرات المصدرية تتيح المجال للمستخدمين لدمجها مع النصوص التي يتم تحريرها وذلك بهدف تسريع عملية تحرير النصوص، ومن الجدير بالذكر أيضاً أنه وفي النسخة الثانية تمت إضافة خاصية «طي النصوص» كما وتحوي النسخة الأولى على محرر نصوص ست عشري (محرر نصوص للملفات التنفيذية).

## وصلات خارجية
- بروغرامرز نوتباد على موقع Open Hub (الإنجليزية)
- الموقع الرسمي لبروغرامرز نوتباد